# Jacob Gbéti
Jacob Gbéti, né le 1er janvier 1946, est un homme politique et un dirigeant sportif centrafricain. Il est originaire du peuple Yakoma.

## Carrière
Il est nommé directeur de la Caisse de stabilisation et de péréquation des prix des produits agricoles, avant d'être ministre délégué du commerce et de l'industrie en 1976 et ministre chargé des Petites et moyennes entreprises en 1978 dans le gouvernement Maïdou.
Il est ensuite haut commissaire au Développement industriel jusqu'en 1983 et haut-commissaire chargé des missions spéciales de la Présidence de la République.
Il est président du Comité national olympique et sportif centrafricain de 1987 à 2015 ; il n'est pas candidat à sa propre succession lors des élections de 2015.
Il est élu député de la circonscription de Satéma à l'Assemblée nationale aux élections législatives centrafricaines de 1998,.